# ゲンガーの反乱
「ゲンガーの反乱」（ゲンガーのはんらん、原題: The Almost People）は、イギリスのSFドラマ『ドクター・フー』第6シリーズ第6話。2011年5月28日に BBC One で初放送された。マシュー・グラハムが脚本、ジュリアン・シンプソンが監督を担当した、前話「人造人間たち」から続く二部作の後編である。
「人造人間たち」から続き、異星人のタイムトラベラー11代目ドクター（演:マット・スミス）と彼のコンパニオンのエイミー・ポンド（演:カレン・ギラン）とローリー・ウィリアムズ（演:アーサー・ダーヴィル）は22世紀の孤島に所在する、作業員がフレッシュで自己を複製してゲンガーを生成・操作し業務にあたる酸の汲み取り工場に居る。しかし、太陽嵐によりゲンガーが人間から独立した意思を持ち、ドクターはゲンガーと人類の戦争を防がなくてはならない。
「ゲンガーの反乱」は第6シリーズの複数のプロットを誘導するクリフハンガーで終わる。二部作は2010年11月から2011年1月にかけて主にケルフィリー城で撮影され、ゲンガーはコントーション用のCGIと装身具の助けを経て実現した。「ゲンガーの反乱」ではドクターのゲンガーも登場し、これはマット・スミスが装身具を身に着ける初めての体験となった。本作のイギリスでの視聴者数は672万人で、批評家からのレビューは賛否両論であった。本作のストーリーがクリフハンガーの前で霞んでいると指摘する声も多かった。

## 連続性
本作では、第6シリーズの始まり以前にゲンガーと入れ替えられたエイミーを救うためにドクターが開発初期段階のフレッシュを調査しようとしていたことが明かされる。第6シリーズでこれまで共に旅をしていたエイミーはゲンガーだったと明かされ、オリジナルのエイミーはアイパッチを装着した女性（演:フランシス・バーバー）に確保されているというクリフハンガーは、そのまま次話「ドクターの戦争」に続く。
ドクターのゲンガーが過去の記憶を整理している際、以前のドクターの台詞が複数仄めかされている。彼は en:An Unearthly Child で初代ドクターの台詞 "one day we shall get back... yes, one day" を "one day we will get back"として誤って引用し、3代目ドクターのキャッチフレーズである "reverse the polarity of the neutron flow"を発し、4代目ドクター（演:トム・ベイカー）と10代目ドクター（演:デイヴィッド・テナント）の声で喋った。4代目ドクターの声では、彼の好物であるジェリー・ベイビーを勧める仕草をしている。人間が彼を信用しなくなったことに苛立ち、ドクターはエイミーとクリーブスのゲンガーに自分をジョン・スミスと呼ぶように頼む。この偽名は『ドクター・フー』で数多く使われた偽名であり、初登場は The Wheel in Space（1968年）であった。

## 製作

### 脚本
マシュー・グラハムは元々第5シリーズの単発エピソードを執筆する予定であったが、執筆のための十分な時間が確保できず辞退することとなった。彼は番組製作総指揮のスティーヴン・モファットから、次のシリーズで執筆する依頼のメールを受け取り、彼もこれを承諾した。2人が対面した際、モファットはシリーズ中盤のフィナーレ「ドクターの戦争」に続くエピソードが良いと述べ、"反逆するアバター"を扱うものが良いとも発言した「ドクターの戦争」に続くモファットの望むクリフハンガーを「ゲンガーの反乱」の最後に加えたグラハムの脚本は、モファットから称賛を受け、グラハム自身も気に入った。「ゲンガーの反乱」で、グラハムは前話「人造人間たち」で発生したものと似た状況にならないようにした。彼は元々"全員を投げ出す"ために「ゲンガーの反乱」の舞台を別の場所にするつもりでいたが、後にその必要はないと判断した。
マット・スミスの演じるドクターが常に自問自答して自己完結させていることから、グラハムは2人のドクターを執筆することが簡単だと感じた。彼はそれぞれのドクターが異なる存在でかつ悪に堕ちないようにしたく、また、ドクター自身の人間性の発見の助けにしたいと考えた。グラハムは最も静かな登場人物が最大の悪になるというアイディアを気に入っていたため、ジェニファーを悪役にしたかった。オリジナルの台本ではジェニファーに完全記憶能力があることが明かされ、それによりジェニファーは全てのフレッシュに起きた凄惨な最期を記憶できたとされていた。「ゲンガーの反乱」の最終版では、ジェニファーの完全記憶能力以外にも複数のシーンが削除されていた。オリジナルの台本ではドクターは自身のゲンガーに The Mind of Evil（1971年）での出来事について問いかけ、以前のコンパニオンであるジョー・グラント、サラ・ジェーン・スミス、ロマーナ (ドクター・フー)、ローズ・タイラー、マーサ・ジョーンズ、ドナ・ノーブルについても言及していた。また、ドクターのゲンガーに保存されたドクターの人生の幸せな記憶のモンタージュもあり、そこではそれまでの『ドクター・フー』のシリーズとエピソードや、画面では描かれなかった出来事の回想があった。ドクターが自身のゲンガーにソニック・スクリュードライバーを与えた後に、「11番目の時間」と同様にターディスが新しいソニック・ドライバーを作製したシーンも削除された。
クリフハンガーでは、第6シリーズのこれまでのエピソードを通して張られてきた伏線が回収された。エグゼクティブ・プロデューサーのベス・ウィリスによると、エイミーのゲンガーは第6シリーズの始まりからオリジナルのエイミー・ポンドの立ち位置で行動していた。エイミーは「ドクターからの招待状」で妊娠を明かしたが、「静かなる侵略者」でそれを否定した。そのためドクターはエイミーに対して何度も妊娠テストを行っていた。「静かなる侵略者」と「セイレーンの呪い」および「人造人間たち」で登場したアイパッチを装着した女性は次話「ドクターの戦争」でマダム・コヴァリアンという名前であることが明かされる。ギランは分娩のシーンについて自身の母と話し合い、そのシーンを"本当に怖ろしい"ものにしようとした。

### 撮影と効果

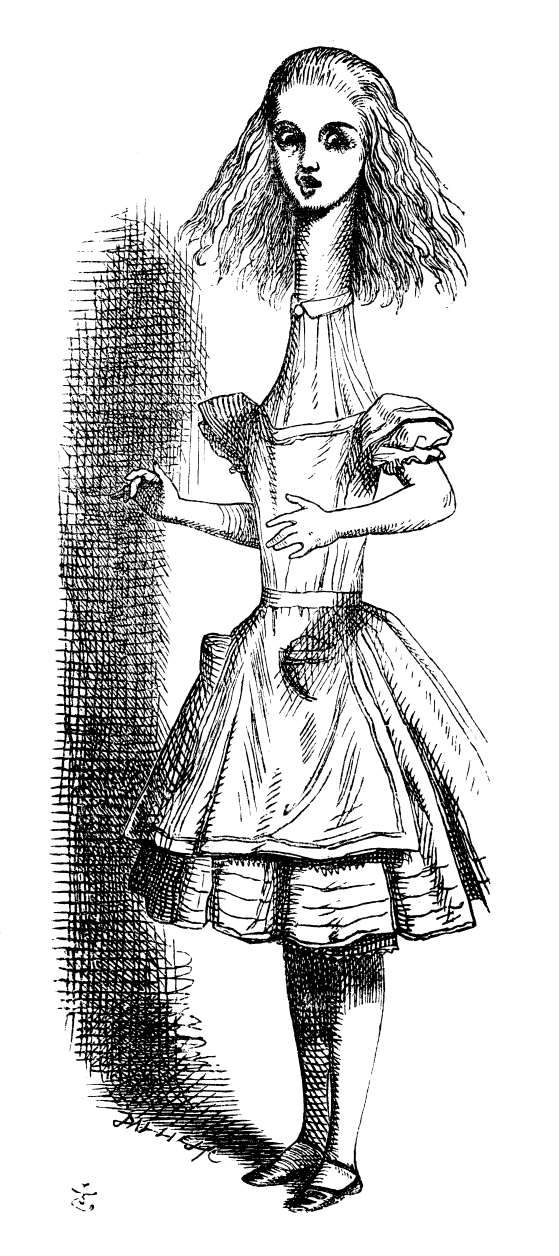
怪物化したジェニファーは『不思議の国のアリス』の絵にインスパイアされた。

「人造人間たち」と「ゲンガーの反乱」の台本の読み合わせは2010年11月12日に、撮影は同年11月から2011年1月まで行われた。撮影の際は冷え込んでいて厳しい条件だった。スタッフはキャスト、特に主役の3人の衣装が過酷な気象条件用にデザインされたわけではないため、風邪を引くのではないかと懸念したが、健康なまま撮影は完了した。製作における他の問題には、監督が怪我をして雪に埋もれてしまうということがあった。修道院の中と外のシーンはケルフィリー城で撮影された。酸の容器が置かれた地下室は、「ドクターからの招待状」「静かなる侵略者」の大統領執務室として使われたものと同じセットで撮影された。
演者たちはそれぞれのゲンガーを演じた際、複製の顔が元のフレッシュに戻った時の演出のために顔に装身具を装着していた。人間とそのゲンガーが同時に画面に入るシーンでは、各々の演者のボディダブルが使用された。ボディダブルは背後だけしか似ていないため、大半のショットでは、ゲンガーあるいは人間のいずれかが背後だけ映ったもう一方に話しかけるという構図になった。スミスにはボイスダブルとボディダブルの両方が使用され、前者が他のドクターの台詞のセットを読み上げた。また、本作は「人造人間たち」と並んでスミスが初めて装身具を装着して撮影したエピソードとなった。
ゲンガーの特異的なコントーションは、The MillがCGIを使って製作した。元々はジェニファーがバザーを捕食する予定であったが、The Mill は壁を映してその動作を仄めかすだけに留めた。ジェニファーが口を大きく広げて彼に飛び掛かる場面以外は、エピソードの最終版からこれらのシーンは削除された。廃棄されたジェニファーのゲンガーの山は元々死体の山が意図されていたが、それでは残酷すぎるということで変更された。代わりに、実物体の人形を使用してCGでフレッシュを上塗りし、より溶解した外見にした。終盤でのジェニファーの怪物化はCGIで製作され、ポップシンガーのマドンナの写真が"本当に筋骨逞しく、白く、静脈が浮き上がって、肉質な腕"に対する参照として用いられた。グラハムは『不思議の国のアリス』で描かれた首の長いアリスの絵にインスパイアされ、ジェニファーをエイリアンの体に現実の顔を備えた怪物にしようと考えた。撮影時にはジェニファー役のサラ・スマートがグリーンスクリーンの前で怪物の演技をし、これが参考として使用された。

## 放送と反応
「ゲンガーの反乱」はイギリスでは BBC One で2011年5月28日に、アメリカ合衆国では戦没将兵追悼記念日のため視聴率が下がると予想され、1週間遅れの6月4日に初放送された。イギリスでは「ゲンガーの反乱」の当夜の視聴者数の速報値は500万人を記録した。最終合計値は672万人に達し、その週に BBC One の番組では6番目に高い記録を誇ったが、『ドクター・フー』第6シリーズでは最低値となった。Appreciation Index は86を記録した。
日本では『ドクター・フー ニュー・ジェネレーション』第2シリーズとして2016年8月から第6シリーズのレギュラー放送がAXNミステリーにて始まり、「ゲンガーの反乱」は前話「人造人間たち」に続いて8月18日午後11時5分から放送された。

### 批評家の反応
ガーディアン紙のダン・マーティンは「二回見ると全ての物がより意味の通るようになると言うだけの価値はあるが、少し不均一的だ」と述べ、エピソードがクリフハンガーで霞んでいるとも感じた。しかし、ゲンガーについては忘れられないものだと述べ、「道徳的ジレンマの練習だ」と表現した。後に彼は当時未放送の「ドクター最後の日」を除く第6シリーズの中で、本作を9番目に良いエピソードに位置付けた。デイリー・テレグラフのギャヴィン・フラーは本作を「緊張感のある閉所恐怖症的なSFスリラー」「精神的・肉体的のホラーが巧妙に実現した印象的なエピソード」と表現した。マーティンとフラーはいずれもジェニファーの怪物化に寛大であり、マーティンは「この考えさせられる暗い物語は記憶に残り、廊下を通る人生に巣食う」、フラーは「気の毒なことだ」と述べた。
インデペンデント紙のニーラ・デブナスは特にスミスを称賛し、「元気づけることと脅威を及ぼすこと、陽気さと不吉さを、同じ数少ないシーンで成し遂げる演技に秀でている」と主張した。しかし、彼女はクリフハンガーを称賛したものの、そのせいでエピソードが薄らいでいると思った。ラジオ・タイムズのライターであるパトリック・マルケーンは、疑問視されるであろう論理ポイントがあったと述べたが、それらは「大きく磨かれた製作の中では些末なものだ」とした。The A.V. Club のケイス・フィップスは本作にB評価を付け、「素晴らしく良い続編だ」と述べた。
IGNのマット・ウェールズは本作に10点満点中8点をつけ、「伝統的な二部作として、マシュー・グラハムは全く機知に富んではいないがしっかりと筋が通っている、道徳と人間性を興味深いタッチで肉付けした脚本を書いた」と指摘した。彼はクリフハンガーを「完ぺきに整えられたWTFな瞬間だ」と述べたが、「全体としてエピソードからと逸れている」とも確信を持った。SFXのリチャード・エドワーズはより本作に批判的であり、5つ星のうち3つ星の評価を付けた。彼はゲンガーに"本当の脅威"を感じなかったと主張し、ゲンガーには興味がなく、また予想のできるものであったと主張した。しかし、彼はスミスの演技とクリフハンガーについては絶賛した。デジタル・スパイは本作のクリフハンガーを2005年に新シリーズが始動して以来の『ドクター・フー』で5番目に良いものだと位置付け、「最新シリーズで知っていると考えていた全てを覆していて、物凄く不気味だ」と説明した